# Marusi (stacja metra)
Marusi (gr: Μαρούσι) – stacja metra ateńskiego na linii 1 (zielonej), 23,457 km od Pireusu. Została otwarta 4 marca 1957. Znajduje się na terenie miasta Amarusi.